# Érico X da Suécia
Érico X (c. 1180 – 10 de abril de 1216) – conhecido como Erik Knutsson – foi o Rei da Suécia de 1208 até sua morte em 1216.                                                                                                                   Era filho do rei Canuto I (Knut Eriksson) e sua esposa Cecília Johansdotter.                                                                                                                          Foi coroado rei da Suécia em 1210, após ter derrotado, e posto em fuga para a Dinamarca em 1208, o seu antecessor, o rei Suérquero II (Sverker II Karlsson).

Foi o primeiro rei a ser coroado solenemente e durante o seu reinado houve boas colheitas

O décimo sétimo foi o rei Erekær. Fugiu para a Noruega durante três anos. Depois conquistou a Suécia com a espada e com vitórias, e foi rei durante sete Invernos e foi um bom rei com anos de boas colheitas, enquanto ele viveu. Morreu na sua própria cama em Visingsö e jaz em Varnhem com os seus irmãos e familiares.

Kungalängden (escrita por volta de 1240 pelo ”Padre de Vidhem” e anexada à Lei da Västergötland; conservada no manuscrito KB B 59 da Biblioteca Nacional da Suécia

## Biografia
Quando seu pai Canuto I faleceu, Érico e seus irmãos eram menores de idade e não tinha possibilidade de ascender ao trono. O rei eleito foi Suérquero, que manteve no princípio boas relações com os filhos de Canuto, mas posteriormente os viu como inimigos na linha de sucessão e os irmãos tiveram que se exilar na Noruega.
Em 1205, Érico escapou vivo da batalha de Älgarås e partiu rumo à Noruega, após ter sido derrotado junto com seus irmão pelo rei Suérquero II. Seus treis irmãos morreram durante o combate, mas Érico tentou regressar posteriormente a Suécia, a fim de depor o rei. Em 1208, junto com aliados noruegueses, derrotou o rei Suérquero na batalha de Lena em 31 de janeiro deste ano, e depois disso o rei Suérquero teve que se refugir na Dinamarca. Havendo vencido seu inimigo, Érico pode ser eleito no mesmo ano novo monarca, mas a coroação - a primeira na história da Suécia - não aconteceria antes da derrota definitiva de Suérquero na batalha de Gestilren no outono de 1210. Nesse mesmo ano, Érico casou-se com Rikissa da Dinamarca, filha de Valdemar I da Dinamarca. Com esse matrimônio melhoraram as relações com a Dinamarca, que tradicionalmente havia apoiado a dinastia de Suérquero.
O rei faleceu repentinamente de febre em Visingsö no dia 10 de abril de 1216. Foi sepultado na Igreja do Convento de Varnhem.

## Família
Diz-se que Érico X teve várias filhas no seu matrimônio com Riquilda de Dinamarca, mas não se sabe quase nada sobre elas. Os filhos que se conhece são:
- Sofia (falecida em 1241). Esposa de Henrique III de Rostock, membro da Casa de Mecklemburgo.
- Ingeborg (falecida em 1254). Esposa de Birger Jarl.
- Érico (Erik Eriksson; 1216-1250). Filho póstumo. Rei da Suécia.